# نور رحمان
نور رحمان لاعب كرة قدم قطري من أصول باكستانية ، ولد في (28 مارس 1997) ، يلعب لصالح نادي المرخية.

## مسيرة اللاعب
لعب مع نادي الدحيل ونادي الوكرة ونادي الشحانية ونادي المرخية.

## روابط خارجية
- نور رحمان على موقع قاعدة بيانات كرة القدم.إي يو (الإنجليزية)
- نور رحمان على موقع Soccerway.com (الإنجليزية)
- نور رحمان على موقع عالم كرة القدم.نت (الإنجليزية)